# Municipio de East Wheatfield
El municipio de East Wheatfield (en inglés: East Wheatfield Township) es un municipio ubicado en el condado de Indiana en el estado estadounidense de Pensilvania. En el año 2000 tenía una población de 2.607 habitantes y una densidad poblacional de 37.5 personas por km².

## Geografía
El municipio de East Wheatfield se encuentra ubicado en las coordenadas 40°27′12″N 78°59′44″O / 40.45333, -78.99556.

## Demografía
Según la Oficina del Censo en 2000 los ingresos medios por hogar en la localidad eran de $29,647 y los ingresos medios por familia eran de $33,631. Los hombres tenían unos ingresos medios de $31,531 frente a los $20,822 para las mujeres. La renta per cápita de la localidad era de $14,514. Alrededor del 12,6% de la población estaba por debajo del umbral de pobreza.